# Hymenocardia
Hymenocardia es un género de plantas con flores perteneciente a la familia Phyllanthaceae. Consiste en 6-7  especies. Son nativas del África tropical.

## Especies seleccionadas
- Hymenocardia acida
- Hymenocardia punctata
- Hymenocardia ulmoides
- Hymenocardia wallichii
- etc.